# Generale (Germania)
General è nelle forze armate tedesche il grado più alto dell'Esercito e dell'Aeronautica militare equivalente al grado di ammiraglio della Marina tedesca.
Il grado di General compete al solo Generalinspekteur der Bundeswehr (capo di stato maggiore della difesa), se proveniente dall'Esercito o dell'Aeronautica, mentre se il capo di stato maggiore della difesa proviene dalla Marina il grado è quello di ammiraglio.

## Storia
Nell'Esercito tedesco dal 1871 al 1945 il grado di General era riservato a coloro che erano al comando di un'Arma o di un Corpo dell'Esercito seguito, fino alla prima guerra mondiale, dall'aggiunta, in base all'arma di provenienza, di: General der Infanterie, General der Kavallerie, General der Artillerie; tale gerarchia rimase in vigore anche nel Reichswehr durante la Repubblica di Weimar.
Con l'avvento del Terzo Reich nella Wehrmacht nel corso della seconda guerra mondiale il grado continuò ad essere riservato agli ufficiali generali al comando di un'Arma o di un Corpo dell'Esercito con l'aggiunta, in base all'arma di provenienza, di: General der Infanterie, General der Panzertruppen, General der Artillerie, General der Kavallerie, General der Pioniere, General der Nachrichtentruppen, General der Gebirgstruppen. Nella Luftwaffe il grado veniva seguito con l'aggiunta, in base all'arma di provenienza, di: General der Flieger, General der Flakartillerie, General der Fallschirmtruppen, General der Luftnachrichtentruppen.

### Seconda guerra mondiale
Esercito
- 1 Generalfeldmarschall (Controspallina dal 1942)

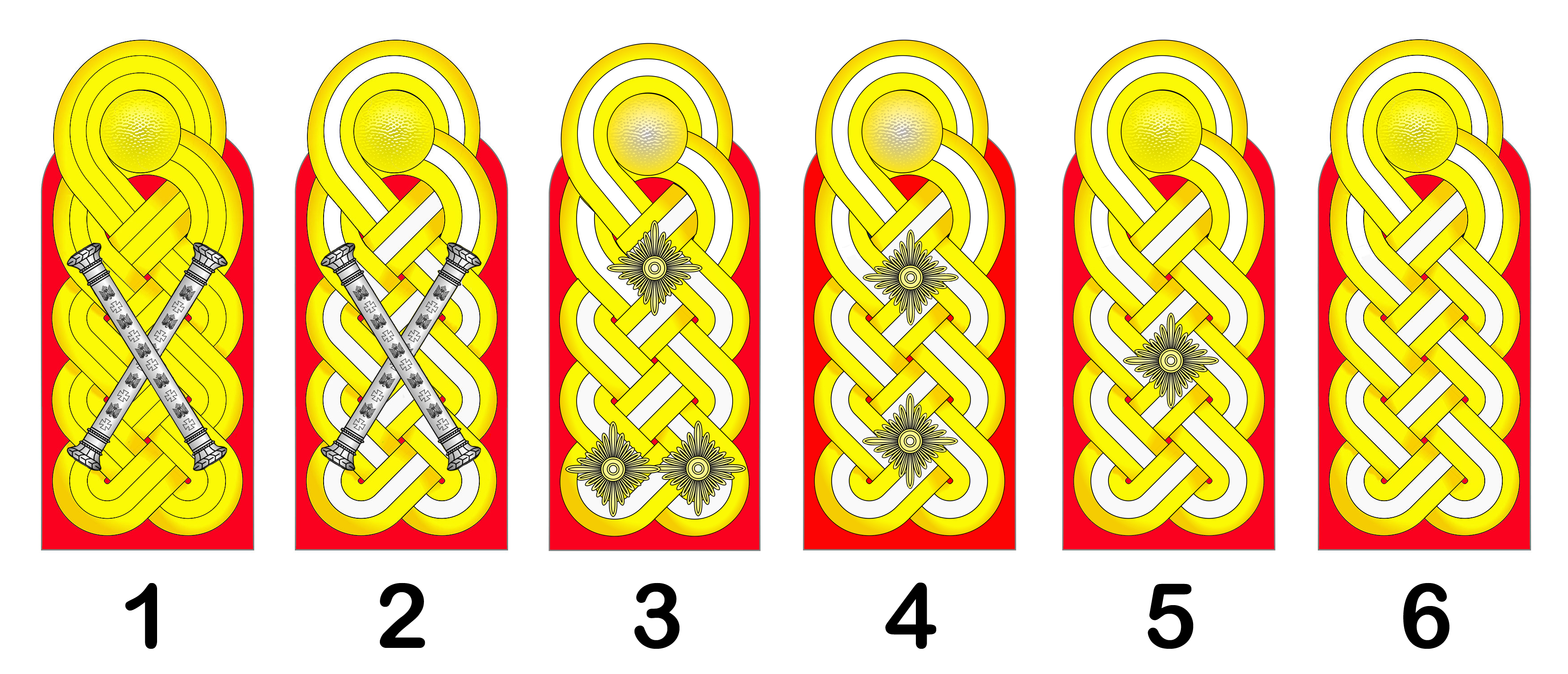
Controspallina di Generale dell'Esercito durante la Seconda guerra mondiale

- 2 Generalfeldmarschall (Controspallina fino al 1942);
- 3 Generaloberst;
- 4 General der....;
- 5 Generalleutnant;
- 6 Generalmajor

Luftwaffe
- 1 Reichsmarschall, Hermann Göring
- 2 Generalfeldmarschall (Controspallina dall'aprile 1941);
- 3 Generalfeldmarschall (Controspallina fino all'aprile 1941);
- 4 Generaloberst (OF9, four-star rank);

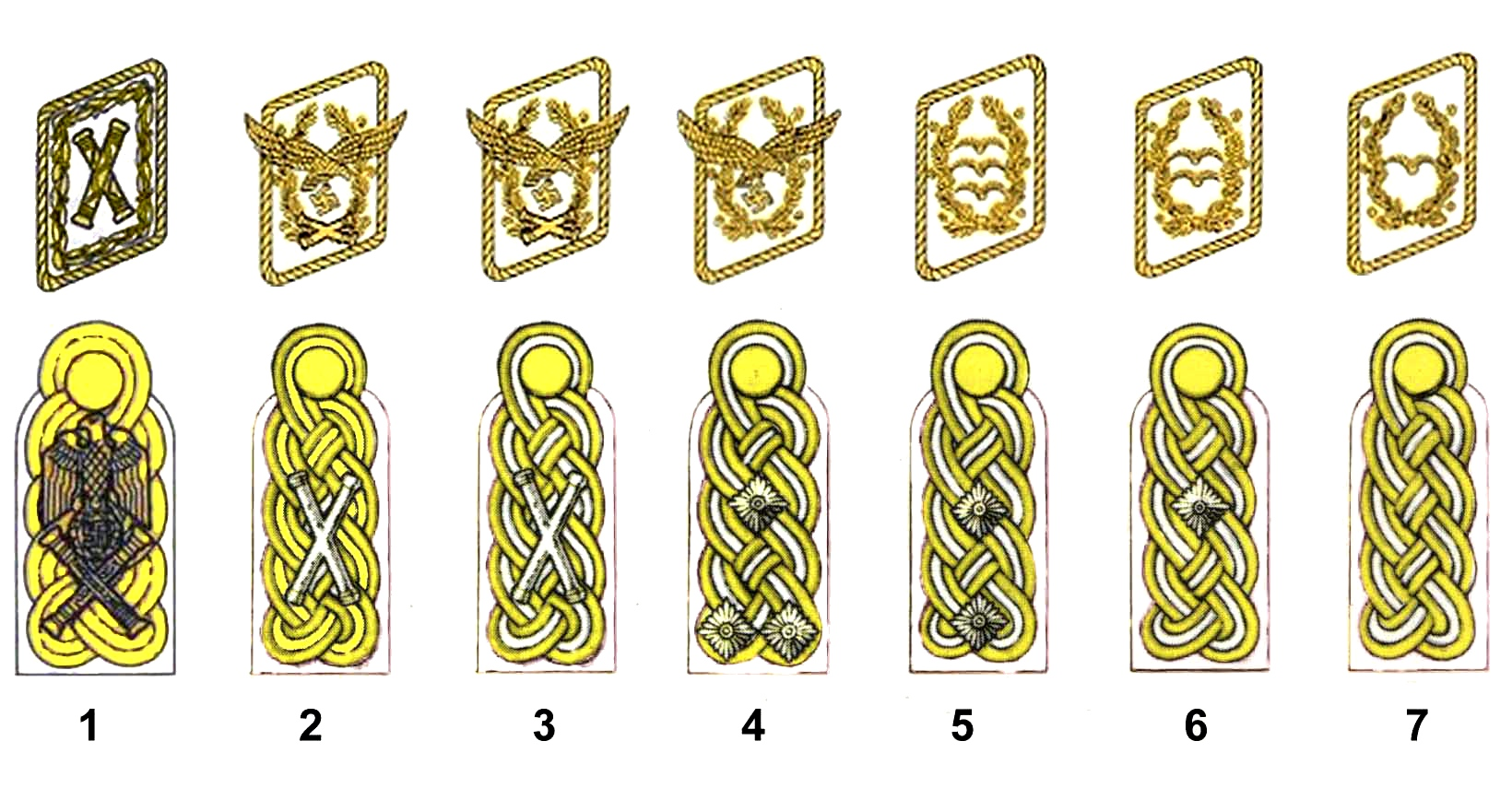
Controspallina di Generale della Luftwaffe durante la Seconda guerra mondiale

- 5 General der...
- 6 Generalleutnant
- 7 Generalmajor

### Waffen-SS
- 1 Reichsführer-SS (Generalfeldmarschall)
- 2 SS-Oberstgruppenführer und Generaloberst of the Waffen-SS (Generaloberst)
- 3 SS-Obergruppenführer und General of the Waffen-SS (General)
- 4 SS-Gruppenführer und Lieutenant general of the Waffen-SS (Generalleutnant)
- 5 SS-Brigadeführer und Major general of the Waffen-SS (Generalmajor)

| Waffen/SS           |
| ------------------- |
| - 1 - 2 - 3 - 4 - 5 |

### Dal 1955
Dopo la seconda guerra mondiale le Forze armate della Germania Ovest costituitesi nel 1955 e quelle della Germania Est hanno seguito la gerarchia dei gradi dei rispettivi blocchi di appartenenza, quella della NATO per la Germania Ovest e del Patto di Varsavia per la Germania Est. La scala gerarchica dei generali dell'esercito e dell'aeronautica della Repubblica Federale Tedesca era la seguente: Brigadegeneral – Generalmajor – Generalleutnant e General.

#### Repubblica Democratica Tedesca
Nella Nationale Volksarmee della Repubblica Democratica Tedesca la scala gerarchica dei generali dell'Esercito e dell'Aeronautica era invece la seguente: Generalmajor - Generalleutnant - Generaloberst - Armeegeneral. Il grado di Generaloberst, utilizzato anche dalla Stasi, principale organizzazione di sicurezza e spionaggio della Germania Est e dalla Volkspolizei era di generale a tre stelle invece che a quattro come prima della seconda guerra mondiale. 
Il 25 marzo 1982 venne istituito il grado di Maresciallo della Repubblica Democratica Tedesca, grado creato ad imitazione del grado di maresciallo dell'Unione Sovietica, ma non venne mai assegnato ad alcun ufficiale generale fino alla sua abolizione, nel novembre 1989. 
| Ufficiali generali delle forze terrestri dell'NVA, Aeronautica e Truppe di confine | Ufficiali generali delle forze terrestri dell'NVA, Aeronautica e Truppe di confine | Ufficiali generali delle forze terrestri dell'NVA, Aeronautica e Truppe di confine | Ufficiali generali delle forze terrestri dell'NVA, Aeronautica e Truppe di confine | Ufficiali generali delle forze terrestri dell'NVA, Aeronautica e Truppe di confine |
| Marschall der DDR (maresciallo della RDT)                                          | Armeegeneral (generale d'armata)                                                   | Generaloberst (colonnello generale) Esercito                                       | Generalleutnant (tenente generale) Aeronautica                                     | Generalmajor (maggior generale) Truppe di confine                                  |
| ---------------------------------------------------------------------------------- | ---------------------------------------------------------------------------------- | ---------------------------------------------------------------------------------- | ---------------------------------------------------------------------------------- | ---------------------------------------------------------------------------------- |
|                                                                                    |                                                                                    |                                                                                    |                                                                                    |                                                                                    |

#### Dopo la riunificazione
Dopo la riunificazione tedesca i gradi delle forze armate tedesche hanno continuato a seguire la stessa scala gerarchica di quelle della Germania Ovest precedenti la riunificazione.